# Pro Cycling Manager 2024
Pro Cycling Manager 2024  (abrégé en PCM 24) est un jeu vidéo de course cycliste développé par Cyanide et édité par Nacon sorti en France le 6 juin 2024 sur PC.

## Gameplay
Pro Cycling Manager 2024 propose plusieurs modes de jeu :
- Carrière : le joueur peut choisir une des équipes du peloton professionnel et la gérer dans son ensemble (effectif, calendrier, transfert, finance). Il est également possible de créer sa propre équipe.
- Pro cyclist : le joueur peut créer son cycliste et le personnaliser. Ce cycliste va débuter avec des notes basses et va pouvoir progresser en respectant les objectifs du directeur sportif en course.
- Course simple : le joueur choisit une course avec un parcours présent dans le jeu ainsi qu’une équipe et sa liste de départ. Il peut alors jouer cette course sans avoir besoin de simuler quoi que cela soit.
- Piste : le joueur joue en première personne (POV) en immersion dans un vélodrome dans différents modes de jeu (Omnium, Course aux points, élimination)

### Nouveautés
Ce nouvel opus ajoute un nouveau système de sponsoring comprenant une refonte des objectifs de sponsors et du renouvellement de contrat. L’intelligence artificielle des adversaires en course sur les chemins de gravier a également été améliorée.

### Critiques
PCM 2024 subi de nombreuses critiques notamment sur sa monotonie et ses graphismes trop faibles. 

### Mods et communauté
Bien que le jeu de base ne comporte pas toutes les licences du peloton, certains mods du workshop Steam permettent de perfectionner le jeu, on peut citer les deux principaux :
- Worldb 24 (Worldb 25 depuis janvier 2025)
- DBaguette 24 (ou DBarna 24 ; DBaguette 25 depuis janvier 2025)